# Superman: El Juego
Superman: The Game o Superman: El Juego es un videojuego de 1985 diseñado por Fernando Herrera para First Star Software para Commodore 64 y publicado por Main Street Publishing. Fue adaptado para ZX Spectrum en 1985 y para la familia de ordenadores Atari de 8 bits (Atari 400, 800, XL, XE) en 1986.
En el juego Superman se enfrenta a Darkseid a través de varios niveles con distintos estilos.